# Veal Veng (distrito)
Veal Veang ou Veal Veng (em quemer:  ស្រុកវាលវែង) é um distrito na província de Pursat, Camboja. A sua capital é Pramoey, cidade localizada a 109 km de distância, por terra, da Estrada Nacional Número 5. Foi criado após a integração das forças do Khmer Vermelho pelo governo cambojano em 1996. Antes disso, Veal Veng foi um dos municípios pertencentes ao distrito de Kravanh.

## Características
Veal Veng compartilha suas fronteiras ao norte com a província de Battambang, a oeste com a Tailândia, ao sul com a província de Koh Kong e a leste com os distritos de Phnum Kravanh e Bakan, ambos da província de Pursat. A extremidade norte das Montanhas Cardamomo cobre a borda leste de Veal Veng com a fronteira tailandesa. É cortado ao centro pelo rio Pursat, que corre das Montanhas Cardamomo ao Tonlé Sap.
De acordo com o censo de 1998, o distrito de Veal Veng é constituído por cinco municípios e vinte aldeias. A população do distrito não foi enumerada devido a preocupações de segurança em virtude de guerras na região. Os distritos de Anlong Veaeng, na província de Oddar Meanchey; de Samlot, em Battambang; e de Veal Veng não puderam ser contabilizados. Dessa forma, foi estimada uma população de 45 000 indivíduos, alocados em 10 000 habitantes para a província de Oddar Meanchey, 2 000 para Banteay Meanchey, 23 000 para Battambang e 10 000 para a província de Pursat.
A partir de 1979 até o final da década de 1990, Veal Veng foi uma das últimas fortalezas do Khmer Vermelho. O legado da Guerra Civil do Camboja e os mais de 30 anos de ocupação do Khmer Vermelho deixaram muitas partes do distrito contaminadas com minas terrestres. À medida que as minas são removidas e as rodovias são melhoradas, a atividade, tanto legal quanto ilegal, de extração madeireira vem ameaçando o restante das áreas florestais. A captura de animais silvestres também é um problema recorrente na região. Dados do último censo realizado mostram que na província em geral, mais de 83% da população trabalha na área de agricultura, silvicutura e pesca, o que corrobora com os altos índices de queimadas na região. Veal Veng é também o lar de cerca de 300 famílias dos poucos remanescentes do povo de minoria étnica Pear.